# Thierry Manouck
Thierry Manouck est un joueur d'échecs et de backgammon français né le 13 mai 1957 à Paris et mort le 4 novembre 2023 à Saint-Maur-des-Fossés.

## Biographie et carrière
Thierry Manouck remporte le championnat de France universitaire en 1977. Il finit troisième du championnat de Paris d'échecs en 1980. Il est deuxième du championnat de France d'échecs en 1980 après un match de départage avec Jean-Luc Seret. Il remporte la médaille d'or individuelle au troisième échiquier de l'équipe de France lors de la Mitropa Cup de 1980 (la France finit troisième de la Coupe). En 1982, il est troisième du championnat de France.
Maître international depuis 1984, il représenta la France lors de l'Olympiade d'échecs de 1984 à Thessalonique où l'équipe de France finit septième de la compétition, le meilleur résultat de la France dans cette compétition. Manouck, qui remplaçait Aldo Haïk, remporta les deux parties qu'il disputa contre l'Italien Giacomo Vallifuoco et contre le Tchécoslovaque Ján Plachetka, permettant à la France d'obtenir le match nul (2-2) contre la Tchécoslovaquie.
Il représenta la France lors des qualifications pour le championnat d'Europe d'échecs des nations de 1983, réalisant trois parties nulles et une victoire en quatre parties.
Dans les années 1990, Manouck se consacra au backgammon et devint numéro un français et champion de France de backgammon en 1997.

### Une partie
Fernández García (es)-Manouck, Playa de Aro, 1982
1. e4 g6 2. d4 Fg7 3. Cc3 c6 4. Fc4 d6 5. Df3 e6 6. Cge2 b5 7. Fb3 a5 8. a3 Fa6 9. Fe3 Cd7 10. 0-0 Ce7 11. Tfe1 0-0 12. Dh3 b4! 13. Ca4 Fxe2 14. Txe2 d5 15. Fg5 Ff6 16. Fh6 Te8 17. e5 Fg7 18. Fg5 Dc7 19. Fxe7 Txe7 20. axb4 axb4 21. Tee1 Tee8 22. c4 bxc3 23. bxc3 c5! 24. De3 Ta5 25. Cxc5 Cxc5 26. Txa5 Dxa5 27. dxc5 Tc8 28. g3 Ff8 29. c4 Fxc5 30. De2 Dc3 31. Tb1 dxc4 32. Fxc4 Dxc4! 33. Dxc4 Fxf2+ 34. Rxf2 Txc4 35. Re3 g5 36. Tb2 Tc1 37. Te2 Tf1 38. Re4 Rg7 39. Te3 Tf2 40. h3 h5 41. Te1 Rg6 42. Tg1 h4! 0-1.